# La Rosière (Haute-Saône)
La Rosière ist eine französische Gemeinde mit 79 Einwohnern (Stand: 1. Januar 2022) im Département Haute-Saône in der Region Bourgogne-Franche-Comté. Die Bewohner werden Roserains und Roseraines genannt.

## Geographie
La Rosière liegt auf einer Höhe von 603 m über dem Meeresspiegel, neun Kilometer nordöstlich von Faucogney-et-la-Mer und etwa 48 Kilometer nordöstlich der Stadt Vesoul (Luftlinie). Die Streusiedlungsgemeinde erstreckt sich im äußersten Nordosten des Departements, in den südwestlichen Vogesen, in einer Talmulde nördlich des Breuchin.
Die Fläche des 9,00 km² großen Gemeindegebiets umfasst einen Abschnitt der von Tälern durchzogenen Plateaulandschaft am Südwestrand der Vogesen. Der zentrale Teil des Gebietes wird von der Talmulde des Tampa eingenommen, die sich nach Süden zum Breuchin öffnet. Ganz im Süden reicht der Gemeindeboden bis fast in die Talebene des Breuchin am Rand von Corravillers. Flankiert wird die Mulde von La Rosière von Hochflächen, im Westen von den Roches de la Louvière (752 m), im Osten von den Höhen En Belle Mousse (716 m), Fort de Rupt (775 m) und Bambois, auf dem mit 818 m die höchste Erhebung von La Rosière erreicht wird. Dieser Kamm bildet die Wasserscheide zwischen den Tälern von Breuchin (im Einzugsgebiet der Rhone) und Mosel (Einzugsgebiet des Rheins). Mit einem schmalen Zipfel erstreckt sich das Gemeindeareal nordwärts über das meist bewaldete Plateau bis zum Étang de Rochetay und zur Kuppe des Giraultfaihy (790 m). In geologisch-tektonischer Hinsicht bestehen die Höhen teils aus Sedimenten, die während der Lias abgelagert wurden, teils tritt das kristalline Grundgestein zutage. Auf den Höhen wie auch in den Tälern finden sich Ablagerungen des Quartärs. Das gesamte Gemeindegebiet gehört zum Regionalen Naturpark Ballons des Vosges.
La Rosière besteht aus verschiedenen Weilern und Gehöften:
- Les Aivaux (518 m) auf einer Geländeterrasse oberhalb von Corravillers
- La Bertincôte (553 m) auf einer Geländeterrasse oberhalb von Corravillers
- La Petite Rosière (634 m) am Hang der Roches de la Louvière oberhalb von Corravillers

Nachbargemeinden von La Rosière sind Rupt-sur-Moselle im Norden und Osten, Corravillers im Süden sowie La Longine und La Montagne im Westen.

## Geschichte
Im Mittelalter gehörte La Rosière zur Freigrafschaft Burgund und darin zum Gebiet des Bailliage d’Amont. Die lokale Herrschaft hatten die Herren von Faucogney inne. La Bertincôte wird 1371 erstmals urkundlich erwähnt. Zusammen mit der Franche-Comté gelangte der Ort mit dem Frieden von Nimwegen 1678 definitiv an Frankreich. La Rosière wurde erst nach der Französischen Revolution von Corravillers abgetrennt. Heute ist La Rosière Mitglied des Gemeindeverbandes Communauté de communes des 1000 étangs. Die Gemeinde besitzt keine eigene Kirche; sie gehört zur Pfarrei Corravillers.

## Sehenswürdigkeiten
In La Bertincôte steht ein Calvaire aus dem 16. Jahrhundert. Auf dem Gemeindeboden befindet sich das Fort de Rupt, das 1875 nach dem Deutsch-Französischen Krieg errichtet wurde.

## Bevölkerung
| Jahr                       | 1962 | 1968 | 1975 | 1982 | 1990 | 1999 | 2006 | 2020 |
| Einwohner                  | 206  | 183  | 136  | 113  | 86   | 87   | 99   | 80   |
| Quellen: Cassini und INSEE |      |      |      |      |      |      |      |      |

Mit 79 Einwohnern (1. Januar 2022) gehört La Rosière zu den kleinsten Gemeinden des Département Haute-Saône. Nachdem die Einwohnerzahl in der ersten Hälfte des 20. Jahrhunderts deutlich abgenommen hatte (1886 wurden noch 617 Personen gezählt), wurden seit Beginn der 1990er Jahre nur noch geringe Schwankungen verzeichnet.

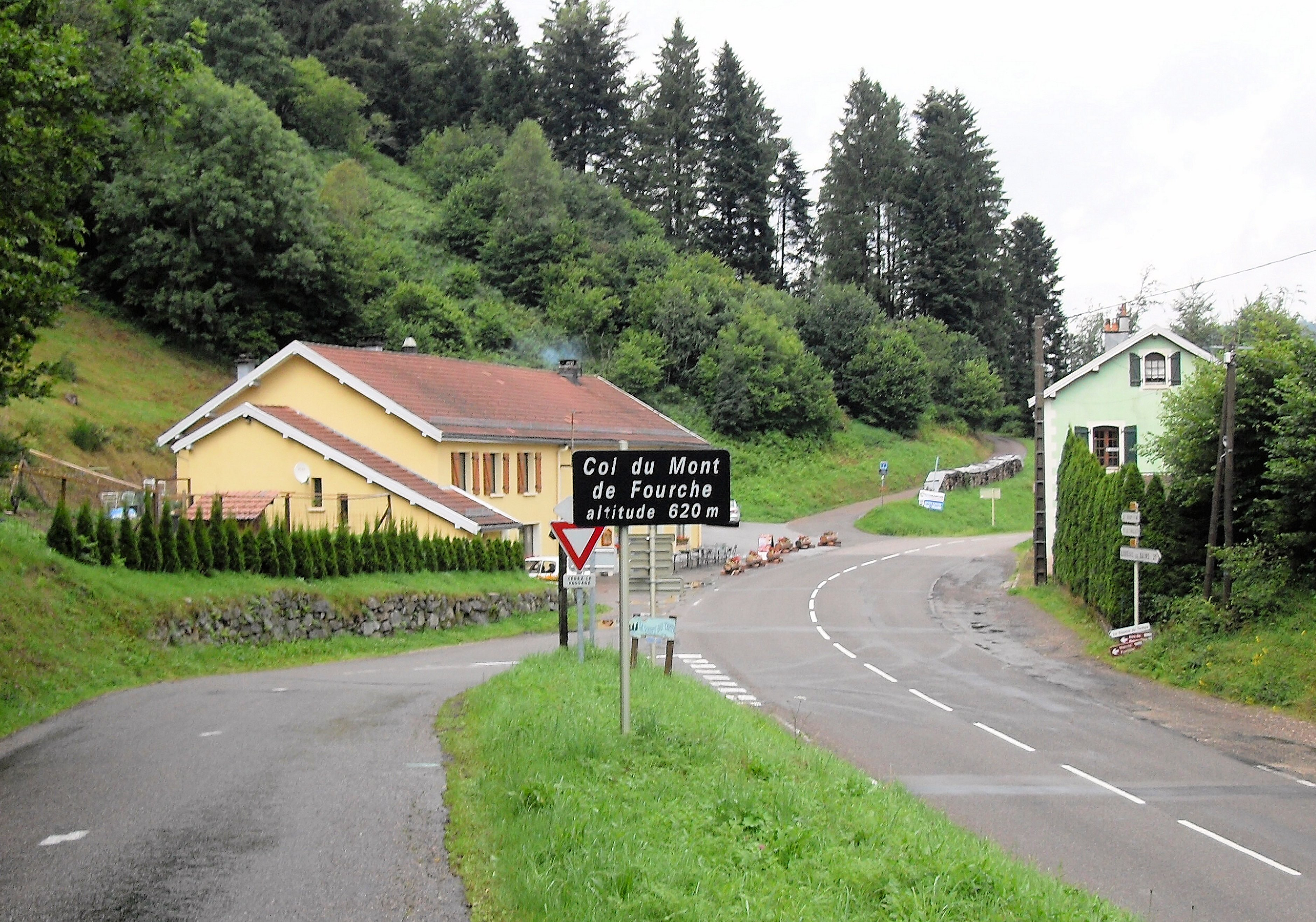
Col du Mont de Fourche

## Wirtschaft und Infrastruktur
La Rosière ist noch heute ein vorwiegend durch die Landwirtschaft (Milchwirtschaft und Viehzucht) und die Forstwirtschaft geprägtes Dorf. Außerhalb des primären Sektors gibt es nur wenige Arbeitsplätze im Ort. Einige Erwerbstätige sind deshalb Wegpendler, die in den größeren Ortschaften der Umgebung ihrer Arbeit nachgehen.
Die Ortschaft liegt abseits der größeren Durchgangsachsen. Die Hauptzufahrt erfolgt von Corravillers. Weitere Straßenverbindungen bestehen nach La Montagne sowie nach Rupt-sur-Moselle über den 620 m hohen Col du Mont de Fourche.